# Корабельников, Валентин Владимирович
Валенти́н Влади́мирович Корабе́льников (род. 4 января 1946 года, город Рассказово, Тамбовская область, РСФСР, СССР) — советский и российский военачальник, генерал армии. Герой Российской Федерации (1999).
С 1997 по 2009 год — начальник Главного разведывательного управления Генерального штаба Вооружённых сил Российской Федерации — заместитель начальника Генерального штаба Вооружённых сил Российской Федерации.

## Биография

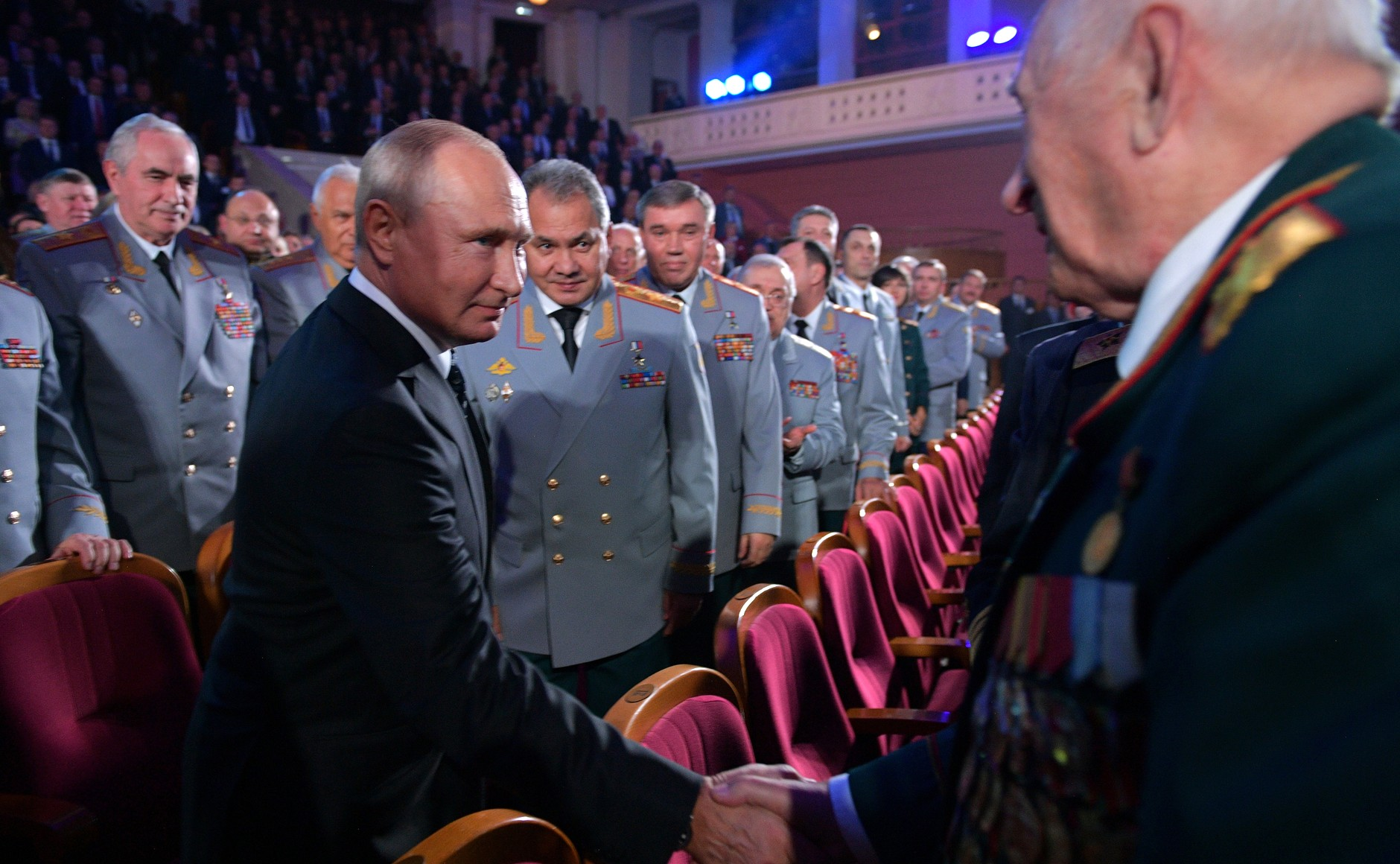
В. В. Корабельников (во 2-м ряду) на мероприятии, посвящённом 100-летию образования ГРУ, 2 ноября 2018 года

Родился 4 января 1946 года в городе Рассказово Тамбовской области. Русский.
В 1964 году окончил среднюю школу с серебряной медалью.
В 1965 году был призван в ряды Советской Армии и был направлен в Минское высшее военное инженерное зенитно-ракетное училище ПВО, которое окончил в 1969 году и служил в 11-й отдельной армии ПВО (Дальневосточный военный округ) на должностях начальника отделения — заместителя командира зенитной батареи, помощника начальника штаба зенитно-ракетной бригады по АСУ, офицера разведывательного отдела штаба армии ПВО.
В 1974 году окончил Военную академию имени М. В. Фрунзе и до 1977 года служил в Германии на должности помощника начальника Советской военной миссии при главнокомандующем французскими войсками, затем в Белорусском военном округе.
С апреля 1980 по сентябрь 1982 года участвовал в Афганской войне в составе войсковой части полевая почта № 44628 (797-й разведывательный центр), дислоцированной в Кабуле. Был помощником начальника направления, начальником направления.
С 1982 году служил в центральном аппарате Главного разведывательного управления СССР.
В 1988 году с золотой медалью окончил Военную академию Генерального штаба ВС СССР им. К. Е. Ворошилова.
С 1992 года служил на должности начальника управления в ГРУ ГШ ВС России, а затем — на должности заместителя начальника ГРУ. Во время Первой чеченской кампании под вымышленной фамилией находился в Чечне, где возглавлял работу оперативной группы руководства ГРУ. В одном из выездов попал в засаду бандитов, получил тяжёлые ранения от пулемётного огня. В том бою, спасая своего начальника, погиб подполковник ГРУ Александр Печников, посмертно удостоенный звания Героя Российской Федерации. Генерал-лейтенант (19.04.1993).
В мае 1997 года был назначен на должность начальника Главного разведывательного управления Генерального штаба — заместителем начальника Генерального штаба ВС России.
С 31 декабря 1997 года был членом Наблюдательного совета за деятельностью компаний «Росвооружение» и «Промэкспорт».
С 1997 года был членом Координационного межведомственного совета по военно-техническому сотрудничеству России с иностранными государствами, с преобразованием в Комиссию при Президенте России по вопросам военно-технического сотрудничества с иностранными государствами в 1999 году сохранил свою должность. Сыграл большую роль в урегулировании вооружённого конфликта в бывшей Югославии и в прекращении бомбардировок авиацией НАТО Сербии и Черногории.
В июле 1999 года получил благодарность от Президента Б. Ельцина за значительный вклад в процесс урегулирования конфликта в югославском крае Косово.
Указом Президента Российской Федерации от 4 декабря 1999 года за мужество и героизм, проявленные при выполнении воинского долга, начальнику Главного разведывательного управления — заместителю начальника Генерального штаба Вооружённых Сил России генерал-полковнику Валентину Владимировичу Корабельникову присвоено звание Героя Российской Федерации с вручением медали «Золотая Звезда».
В 2001 году распоряжением Президента России введён в состав Оперативного штаба по управлению контртеррористическими действиями в Северно-Кавказском регионе.
Указом Президента России от 12 июня 2003 года присвоено звание генерал армии.
В начале 2009 года Корабельникову был продлён срок военной службы на два года, но 14 апреля 2009 года он был освобождён от занимаемой должности и уволен с военной службы в запас.

## Научная деятельность
Корабельников — автор научных трудов и исследований в сферах построения системы информационного обеспечения принятия военных и военно-политических решений, исследований по определению направления развития информационных средств и систем. Профессор, доктор технических наук (2000 год), член-корреспондент Российской академии ракетных и артиллерийских наук (с 1996 года). Лауреат государственной премии Российской Федерации в области науки и техники.

## Отзывы
«Мне приходилось принимать самое непосредственное участие в судьбе Валентина Владимировича Корабельникова и даже быть инициатором тех или иных его продвижений по службе. Он профессионал военной разведки. Хорошо подготовленный теоретически и имеющий большой опыт практической деятельности в различных областях, в том числе и непосредственно на оперативной работе. Насколько я могу судить, мои оценки оказались правильными в отношении генерал-полковника Корабельникова. Мне представляется, что он достойно руководит ГРУ и успешно справляется с поставленными перед ним задачами».— Начальник ГРУ с 1992 по 1997 год генерал-полковник Ладыгин, Фёдор Иванович

## Награды
Награды Российской Федерации
- Медаль «Золотая Звезда»;
- Орден «За заслуги перед Отечеством» III степени (14 апреля 2009 года) — за большие заслуги в укреплении обороноспособности страны[4];
- Орден «За заслуги перед Отечеством» IV степени;
- Орден «За военные заслуги»;
- Орден Мужества;
- Орден Красной Звезды.

Награды иностранных государств
- Медаль «Маршал Баграмян» ВС Армении (14 сентября 2001 года) — за укрепление боевого сотрудничества между Арменией и Российской Федерацией[5].